# Мазаракий, Виктор Викторович
Мазаракий Виктор Викторович (1857—1912) — русский энтомолог-любитель, казначей Русского энтомологического общества, председатель фаунистической комиссии при обществе.

## Биография
Родился 5 октября 1857 года[по какому календарю?] в дворянской семье генерал-лейтенанта Виктора Ивановича Мазаракия (1820—1891) из Полтавской губернии.
Среднее образование получил в 5-й Петербургской гимназии, которую он окончил в 1875 году. В этом же году он поступил на юридический факультет Санкт-Петербургского университета, хотя его учёба в университете не одобрялась отцом, который желал видеть сына военным. После окончания университета в 1880 году он до 1883 года работал помощником присяжного поверенного. В декабре 1883 года поступил на работу на должность начальника отделения в Главное военно-судное управление, где проработал до своей смерти.
Ещё в юношеские годы В. В. Мазаракий увлекся природой. Дома проводил наблюдения за аксолотлями. В начале 1890-х годов интересовался растения и жуками Санкт-Петербургской губернии. В 1893 году вступил в Русское энтомологическое общество и со временем стал его казначеем и председателем Постоянной фаунистической комиссии при обществе. Опубликовал 18 работ (в период 1898—1912) в Трудах РЭО и Русском энтомологическом обозрении. Публикации по фауне жуков до сих пор используются при составлении фаунистических списков Ленинградской области.